# Lincoln Brower

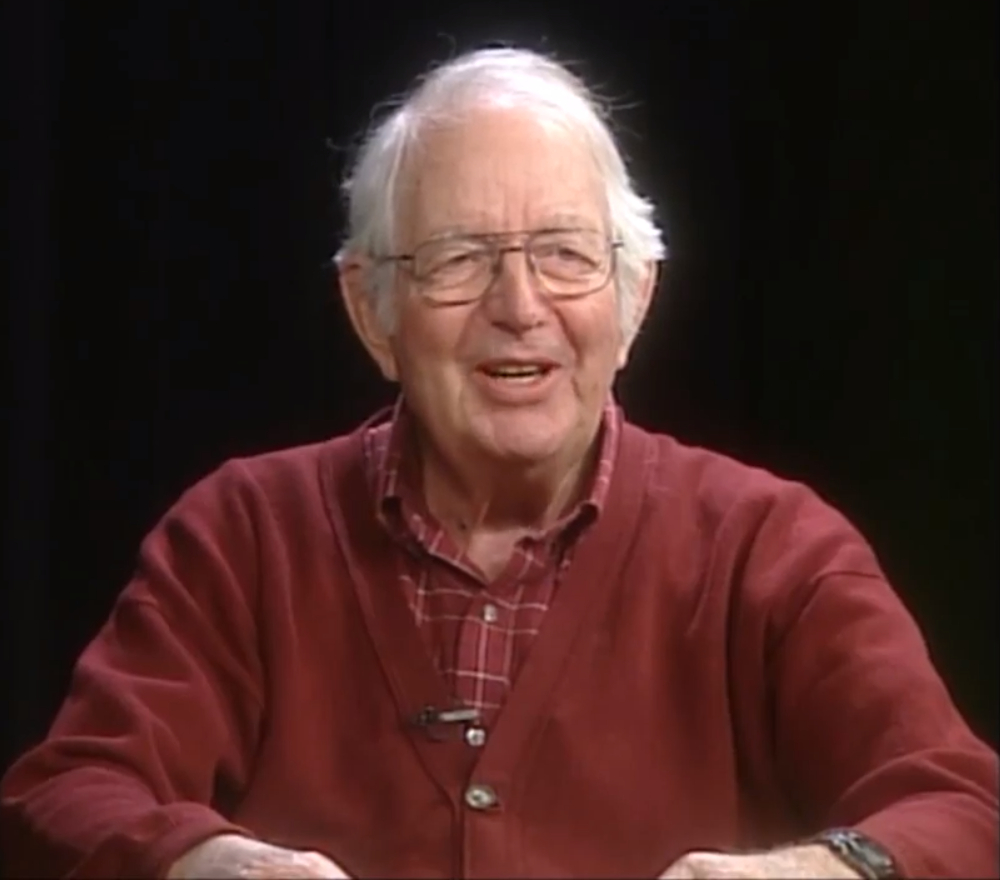
Lincoln Brower (2013)

Lincoln Pierson Brower (* 10. September 1931 in Madison, New Jersey; † 17. Juli 2018 in Roseland, Virginia) war ein US-amerikanischer Lepidopterologe und Ökologe, der für seine Arbeiten über Monarchfalter, die chemische Ökologie und den Naturschutz bekannt geworden ist.

## Leben
Brower wurde 1931 als Sohn von Bailey und Helen Pierson Brower in Madison, New Jersey, geboren. Er wuchs in Chatham Township, New Jersey, auf, wo er sich für Schmetterlinge interessierte.
Brower lernte während seiner Zeit an der Chatham High School seine zukünftige Ehefrau Jane Van Zandt kennen. Er absolvierte sein Studium an der Princeton University, wo er 1953 einen Bachelor of Arts in Biologie erlangte. 1957 promovierten sie gemeinsam an der Yale University in Zoologie, wobei Brower seine Dissertation über die Artbildung bei dem Schmetterlingsartkomplex Papilio glaucus verfasste. Van Zandt befasste sich hingegen mit den ersten kontrollierten Experimenten zur Batesschen Mimikry bei Schmetterlingen. Sie verbrachten zwei Jahre an der University of Oxford, als Fulbright-Stipendiaten im Labor für ökologische Genetik von Edmund Brisco Ford. Ab 1958 lehrte Brower am Amherst College, wo er 1976 die Stone-Stiftungsprofessur erhielt. Im Jahr 1980 wechselte er an die zoologische Abteilung der University of Florida. Als er 1997 in den Ruhestand ging, übernahm er eine Forschungsprofessur am Sweet Briar College.
Brower, der bereits in der Kindheit Schmetterlinge und Motten gesammelt hatte, entwickelte sich ab 1954 aufgrund seiner intensiven Forschung über den Monarchfalter während seines Yale-Studiums zu einem anerkannten Experten für diese Art. Über einen Zeitraum von sechs Jahrzehnten verfasste er über 200 wissenschaftliche Arbeiten und war an acht Filmen beteiligt, darunter The Incredible Journey of the Butterflies (deutsch: Die Reise des Schmetterlings, 2009) aus der Reihe Nova, die die Themen Forschung, öffentliche Aufklärung und Naturschutz behandeln.
Brower leitete ein Forscherteam, das ab dem Winter 1977 die Ökologie der Überwinterungsgebiete des Monarchfalters in den Bergen von Michoacán, Mexiko, unter Einbeziehung von Aspekten der Thermobiologie, der Räuber-Beute-Beziehungen und der chemischen Ökologie untersuchte. In den 1980er Jahren unterstützte er Naturschutzgruppen in Mexiko und die mexikanische Regierung, um die von der Art genutzten Tannenwälder vor der Abholzung zu schützen. In den letzten Jahrzehnten seines Lebens registrierte er den starken Rückgang der Monarchfalterpopulation in Nordamerika, der in den 20 Jahren bis 2018 um etwa 80 % zurückging und auf Herbizide, Abholzung und Wetterereignisse zurückgeführt wird. Brower war der einzige Wissenschaftler, der 2014 eine Petition an die US-Regierung unterzeichnete, um den Monarchfalter rechtlich zu schützen.
Brower beriet die Schriftstellerin Barbara Kingsolver bei ihrem 2012 erschienenen Buch Flight Behavior über die Wanderungen von Schmetterlingen.

## Privates
1974 endete die Ehe von Brower und Jane Van Zandt in Scheidung. Danach heiratete er Christine Marie Moffitt, von der er sich 1980 scheiden ließ. Seine dritte Frau, Linda S. Fink, heiratete er 1990. Er hatte einen Sohn, Andrew Van Zandt Brower, der ebenfalls Biologe ist, und eine Tochter, Tamsin Brower Barrett.
Er starb am 17. Juli 2018 im Nelson County, Virginia.

## Ehrungen und Auszeichnungen
- Ehrenmitglied auf Lebenszeit der Lepidopterists’ Society, 1990[15]
- Die Linné-Medaille für Zoologie von der Linnean Society of London, 1993[15]
- Distinguished Animal Behaviorist Award von der Animal Behavior Society, 1995[15]
- Wilbur Lucius Cross Medal von der Yale University, 2005[15]
- Marsh Award for Insect Conservation von der Royal Entomological Society of London, 2007[15]
- Conservation Action Prize des Whitney R. Harris World Ecology Center, 2014[16]
- The E. O. Wilson Award des Center for Biological Diversity, 2016[17]
- Mitglied der Entomological Society of America, 2017[15]
- Wissenschaftlicher Mitarbeiter der Smithsonian Institution[15]
- Wissenschaftlicher Mitarbeiter des McGuire Center for Lepidoptera an der University of Florida[15]
- Henry Bates Award of the Association for Tropical Lepidoptera[15]
- Mitglied der Royal Entomological Society of London[15]
- Mitglied des Explorers Club[15]
- Reconocimiento a la Conservacion de la Naturaleza von der mexikanischen Regierung[15]